# Wilsberg: Tod auf Rezept
Tod auf Rezept ist die 18. Folge der Fernsehfilmreihe Wilsberg. Die Erstausstrahlung erfolgte am 2. Dezember 2006 beim ZDF. Regie führte Marc Hertel, das Drehbuch wurde von Thorsten Näter geschrieben.

## Handlung
Wilsberg befindet sich aufgrund eines Beinbruchs im Krankenhaus, wo er großzügig mit Schmerzmitteln versorgt wird. Seine zuständige Krankenschwester, Maike Söderbaum, stellt Unregelmäßigkeiten im Giftbuch und BTM-Schrank fest. Nachts beobachtet Wilsberg einen Streit zwischen Maike und Wilsbergs Chirurg Dr. Suhlke. Dieser erschlägt die Krankenschwester im stillgelegten Trakt des Krankenhauses mit einem Infusionsständer, was Wilsberg durch das Fenster seines Patientenzimmers zu sehen bekommt. Da vom durch Wilsberg informierten Sicherheitsdienst des Krankenhauses keine Leiche gefunden wird und Maike Urlaub beantragt hat, weswegen sie derzeit niemand vermisst, gehen das Krankenhauspersonal und Wilsbergs Freunde davon aus, dass Georg Wilsberg sich unter Einfluss der Medikamente den Vorfall lediglich eingebildet hat. Wilsberg wird aus dem Krankenhaus entlassen, kann sich zunächst jedoch ausschließlich mit Hilfe eines Rollstuhls fortbewegen. Das Angebot der befreundeten Kommissarin Anna Springer, ihm zu helfen, schlägt Wilsberg zunächst aus.
Kurz darauf wird im Hafen Münster eine Leiche gefunden, die zunächst nicht identifiziert werden kann, da ihr Gesicht stark misshandelt und entstellt wurde. Um Dr. Suhlke, der der Nachbar von Kommissarin Springer in der Coerdestraße ist, observieren zu können, quartiert sich Wilsberg bei seiner Bekannten unter dem Vorwand ein, sich von ihr helfen lassen zu wollen, solange er auf einen Rollstuhl angewiesen ist. Als Kommissarin Springer ihre Wohnung verlässt, nutzt Wilsberg die Gelegenheit, um in Dr. Suhlkes Wohnung einzubrechen, in der Hoffnung, ihm den Mord an Maike nachweisen zu können. Ekki und Alex treffen gerade noch rechtzeitig ein, um ihn zu warnen, dass Dr. Suhlke sich auf dem Weg zu seiner Wohnung befindet. Auf der Flucht aus Dr. Suhlkes Wohnung versucht Wilsberg dem Wohnungsbesitzer aus dem Weg zu gehen, indem er mit seinem Rollstuhl über die Treppe zu flüchten versucht. Dabei stürzt er, verletzt sich und muss erneut ins Krankenhaus gebracht werden.
Im Krankenhaus wird Wilsberg von Dr. Suhlke versorgt, der aber letztlich nicht seine Genesung, sondern sein Ableben im Sinn hat. Wilsberg kann sich gegen eine tödliche Überdosis Beruhigungsmittel erfolgreich wehren. Daraufhin werden Dr. Suhlke sowie die Krankenschwester Lena Schwab von Ekki und Alex zur Rede gestellt, warum sie Wilsberg nicht besuchen dürfen. Wilsberg nutzt die Gelegenheit und flüchtet aus dem Krankenhaus.
Er bringt in Erfahrung, dass Dr. Suhlke und Maike Söderbaum ein Paar waren, das sich erst kürzlich im Streit getrennt hatte. Maike war dahintergekommen, dass im Krankenhaus systematisch das Schmerzmittel verdünnt wurde, um aus dem BTM-Schrank Beruhigungsmittel entnehmen zu können, ohne dass dies bei den Einträgen im Giftbuch auffallen würde. Bei den zumeist wohlhabenden Patienten wurde gezielt eine Abhängigkeit von Schmerzmitteln provoziert, um sie später privat mit den im Krankenhaus unterschlagenen Schmerzmitteln auf eigene Rechnung zu versorgen. Es stellt sich heraus, dass Dr. Suhlke die Leiche der Obdachlosen Ida Gronau, die eines natürlichen Todes starb, mit der Leiche von Maike Söderbaum vertauschte, um sie unter falschem Namen in der Rechtsmedizin zu lagern, bis sie eingeäschert werden sollte.
Bei einem erneuten Einbruch in Dr. Suhlkes Wohnung entdeckt Wilsberg aus dem Krankenhaus entwendete Schmerzmittel-Ampullen sowie große Mengen Bargeld. Dr. Suhlke überrascht den Eindringling in seiner Wohnung und bedroht ihn mit einem Skalpell. Wilsberg kann sich gegen den Angriff zur Wehr setzen, indem er dem Arzt eine Betäubungsspritze, die er aus dem Krankenhaus mitgenommen hat, in den Oberschenkel rammt. Kaum ist Dr. Suhlke außer Gefecht gesetzt, betritt die Krankenschwester Lena Schwab mit gezückter Pistole die Wohnung. Weil Kommissarin Springer den Rollstuhl von Georg Wilsberg verwanzt hat, kann sie, nachdem die Krankenschwester in Wilsbergs Gegenwart ein Geständnis abgelegt hat, im richtigen Moment eingreifen und sowohl Lena Schwab als auch Dr. Suhlke festnehmen.
Alex Holtkamp hat unterdessen ihr Jura-Studium beendet, so dass sie mit Ekki und Georg Wilsberg anstoßen kann.

## Hintergrund
Der Film wurde in Münster und Köln gedreht. Die Dreharbeiten begannen am 24. April 2006 und endeten am 25. Mai 2006. Der Dom sowie die Überwasserkirche werden eingangs des Films in einer Luftaufnahme gezeigt. Die Überwasserkirche ist ebenfalls bei den Szenen am Antiquariat Solder in der Frauenstraße zu sehen, in dem die Szenen gedreht wurden, die das Antiquariat Wilsberg zeigen. Weitere Aufnahmen entstanden an der Südseite des Hafens Münster, gegenüber dem Kreativkai, wo die Leiche gefunden wird. Ekki observiert Brombach auf dessen Anwesen an der Annette-Allee in direkter Lage am Aasee. Auf seinem Weg zur Wohnung von Kommissarin Springer passiert Wilsberg im Rollstuhl die Überwasserkirche und überquert den Prinzipalmarkt, wo im Hintergrund die Lambertikirche zu sehen ist. Die Aufnahmen auf dem Schrottplatz, auf den Ekki bei seiner Observierung Brombach folgt, entstanden am Südufer des Hafens, wobei im Hintergrund neben einem Backsteinschornstein, der am Nordufer steht, der Kirchturm der Herz-Jesu-Kirche zu sehen ist. Wilsberg trifft sich mit dem Journalisten Hannes im Café Bunter Vogel in der Nähe des Erbdrostenhofs, in der Wilsberg später die Veranstaltung „Münster zeigt Herz für Menschen mit Behinderung“ aufsucht. Die Essensausgabe wurde am Dom gedreht. Die letzte Szene entstand am Juridicum der Westfälischen Wilhelms-Universität.
Am 15. Februar 2007 wurde die Folge zusammen mit der 17. Folge Falsches Spiel von Polarfilm auf DVD mit FSK-12-Freigabe veröffentlicht. Die DVD enthält neben den beiden Hauptfilmen als Bonusmaterial ein Making-of sowie ein Porträt über die Stadt Münster.
Der Running Gag Bielefeld verweist in dieser Folge auf einen Ausspruch von Alex Holtkamp, die, während sie zusammen mit Ekki ins Krankenhaus einbricht, äußert: „Ich komm' mir vor wie bei CSI Bielefeld.“

## Rezeption

### Einschaltquoten
Die Erstausstrahlung von Tod auf Rezept im ZDF verfolgten 5,86 Millionen Zuschauer bei 19,5 Prozent Marktanteil. In der werberelevanten Zielgruppe lag der Marktanteil bei 14,9 Prozent.

### Kritik
Nach Urteil von TV Spielfilm handele es sich um eine „flotte Variation des Hitchcock-Klassikers“. Das Lexikon des internationalen Films zog denselben Vergleich und urteilte, der Film sei ein „in Münster spielender (Fernseh-)Serienkrimi, mit augenzwinkernden Anleihen bei Hitchcocks Das Fenster zum Hof“. Für „spannend“ hält Tilmann P. Gangloff bei kino.de den Film, wobei auch er den Vergleich mit Hitchcocks Werk zieht. „Gekonnt balanciert der von Marc Hertel unauffällig, aber stets fesselnd inszenierte Krimi auf dem schmalen Grat zwischen Thriller und Komödie“, lautet sein Urteil.
Tod auf Rezept sei ein „wundervoller Film“, der „spannende Elemente“ sowie den „passenden Humor“ enthalte, urteilt Manuel Weis von quotenmeter.de. Neben der Musik lobt Weis insbesondere das Schauspiel. Einzig das „Erzähltempo“ vermag nicht mit den US-amerikanischen Formaten mitzuhalten.